# Clã Mononobe
O clã Mononobe (物部氏, Mononobe no uji) foi um clã do Japão do Período Kofun, conhecido pela sua oposição militar ao clã Soga.  Os Mononobe eram contrários à expansão do budismo, não na seara religiosa, mas sim mais por motivos de conservadorismo e um grau de xenofobia. O clã Nakatomi, ancestral dos Fujiwara, era aliado dos Mononobe.
Os Mononobe, assim como outras grandes famílias de sua época, eram algo como uma corporação ou guilda, não apenas parentes de sangue. Apesar de os únicos membros do clã a terem mais destaque nos relatos históricos terem sido estadistas, o clã como um todo era conhecido como a Corporação de Armas e Armeiros.

## História
Diz-se que o clã Mononobe foi fundado pelo Príncipe Inishiki, o filho mais velho do Imperador Suinin.
No século VI, algumas disputas violentas surgiram entre os clãs Mononobe e Soga. Um conflito particularmente importante ocorreu depois que o Imperador Yōmei faleceu após um reinado curto. Mononobe no Moriya, o líder do clã, apoiou um príncipe para suceder Yōmei, enquanto Soga no Umako escolheu outro. O conflito levou à batalha de Shigisen no ano 587, em que o clã Mononobe foi derrotado e decaiu, restando poucos obstáculos para a divulgação do budismo no país.
Em 686, os Mononobe retornaram como clã Isonokami, nomeado a partir de seus laços com o Santuário Isonokami, um santuário xintoísta que servia como fábrica de armaduras.